# Barisches Windgesetz

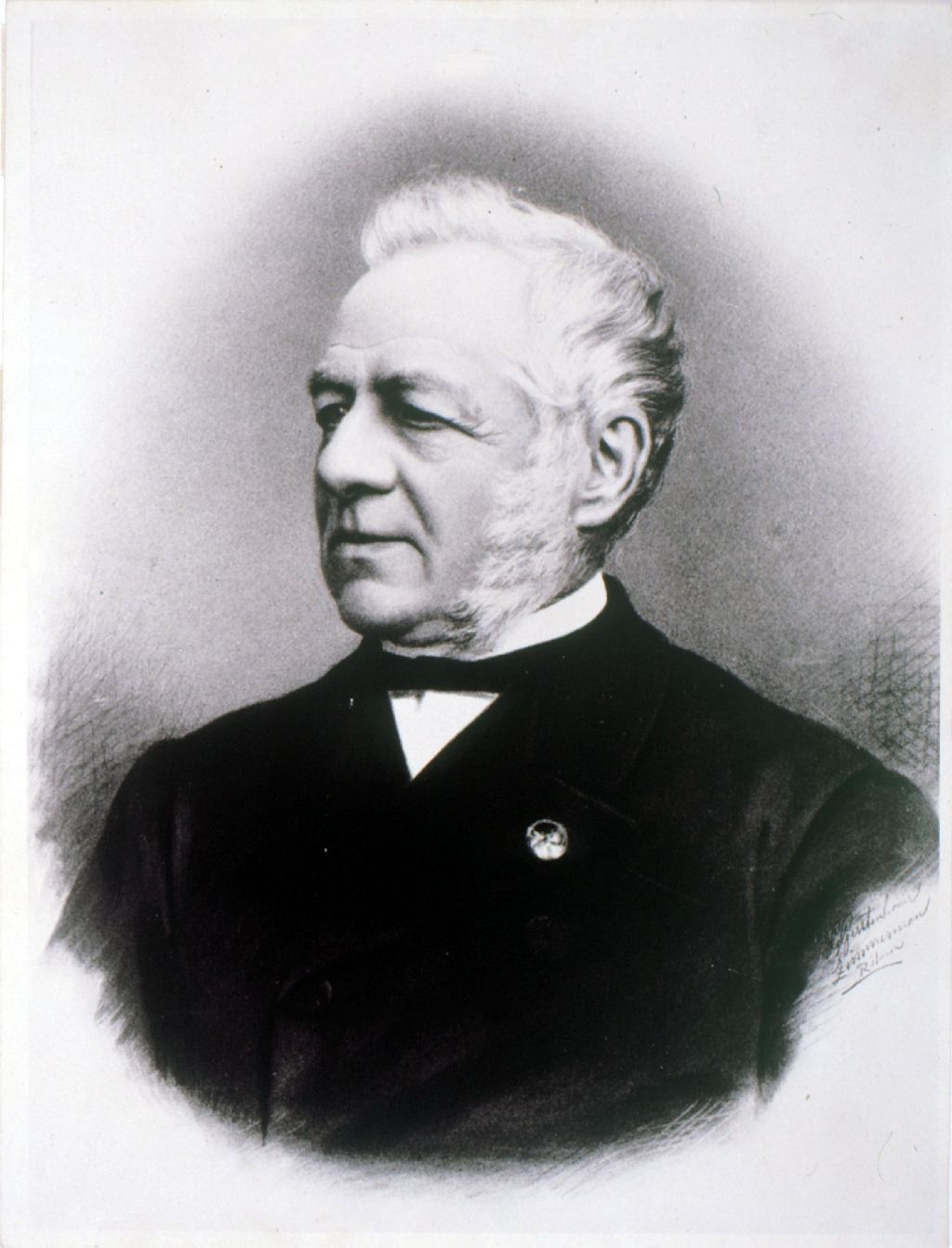
Christoph Buys Ballot

Das Barische Windgesetz (auch Buys-Ballot-Regel) von Christoph Buys Ballot besagt, dass die ausgedehnten Winde, die von Hochdruck- in Tiefdruckgebiete wehen, abgelenkt werden, und zwar:
- auf der Nordhalbkugel der Erde nach rechts
- auf der Südhalbkugel nach links.

Graphische Darstellung des Barischen Windgesetzes

Ursache dafür ist die Corioliskraft. Sie bewirkt auf der Nordhalbkugel (auf der Südhalbkugel ist es jeweils umgekehrt), dass
- jede Masse, die sich nicht parallel zur Drehachse der Erde bewegt, nach rechts abgelenkt wird.
- Somit rotieren die in ein Tiefdruckgebiet strömenden Luftmassen linksherum (zyklonal),
- die aus einem Hochdruckgebiet strömenden Luftmassen rechtsherum (antizyklonal).

Die großräumigen Winde wehen letztlich fast parallel zu den Isobaren und lassen sich nach Richtung und Stärke aus Druckdifferenzen und Positionen auf einige Prozent berechnen. Das zugrunde liegende Windmodell ist dabei der Gradientwind.
Das Barische Windgesetz lässt sich folgendermaßen fassen:
„Nahe der Erdoberfläche hat ein Beobachter, der dem Wind den Rücken zukehrt, auf der Nordhalbkugel:
- rechts und etwas hinter sich den hohen Druck,
- links und etwas vor sich den tiefen Druck.“

Mit Hilfe des Barischen Windgesetzes und einigen Zusatzkenntnissen aus der synoptischen Meteorologie (Zyklonenmodell) kann der interessierte Laie bereits erste eigene meteorologische Schlüsse ziehen. Durch Beobachtung der Wolkenformationen, der Lufttemperatur am Boden, des Luftdrucks sowie der Windgeschwindigkeit lässt sich nämlich recht gut die Großwetterlage abschätzen. Steht beispielsweise ein Beobachter mit dem Wind im Rücken und beobachtet fallenden Luftdruck und vergleichsweise milde Temperaturen bei zunehmender Windgeschwindigkeit, so kann er davon ausgehen, dass er sich im Warmsektor einer Zyklone befindet. Beobachtet er darüber hinaus hinter sich aufziehende Cumulusbewölkung, darf er in Kürze das Eintreffen einer Kaltfront erwarten. Nimmt er dagegen aufklarenden Himmel, niedrige Temperaturen und steigenden Luftdruck wahr, so ist die Kaltfront bereits durchgezogen.